# ラキンタ (カリフォルニア州)
ラキンタ（La Quinta）は、アメリカ合衆国カリフォルニア州のリバーサイド郡にある都市。人口は3万7558人（2020年）。コーアチェラ・バレーのリゾートである。

## 概要
ラキンタはゴルフ場が多い町である。中でも1926年開業のラキンタリゾートクラブ（en:La Quinta Resort & Club）は、90ホールの規模を誇る巨大ゴルフリゾートであり、ヒューマナ・チャレンジなどのメジャーな大会の舞台となる。宿泊施設はヒルトンホテルが運営している。他にもプール、テニスコート、ジョギングコースがあり、家族が長期間滞在できる。

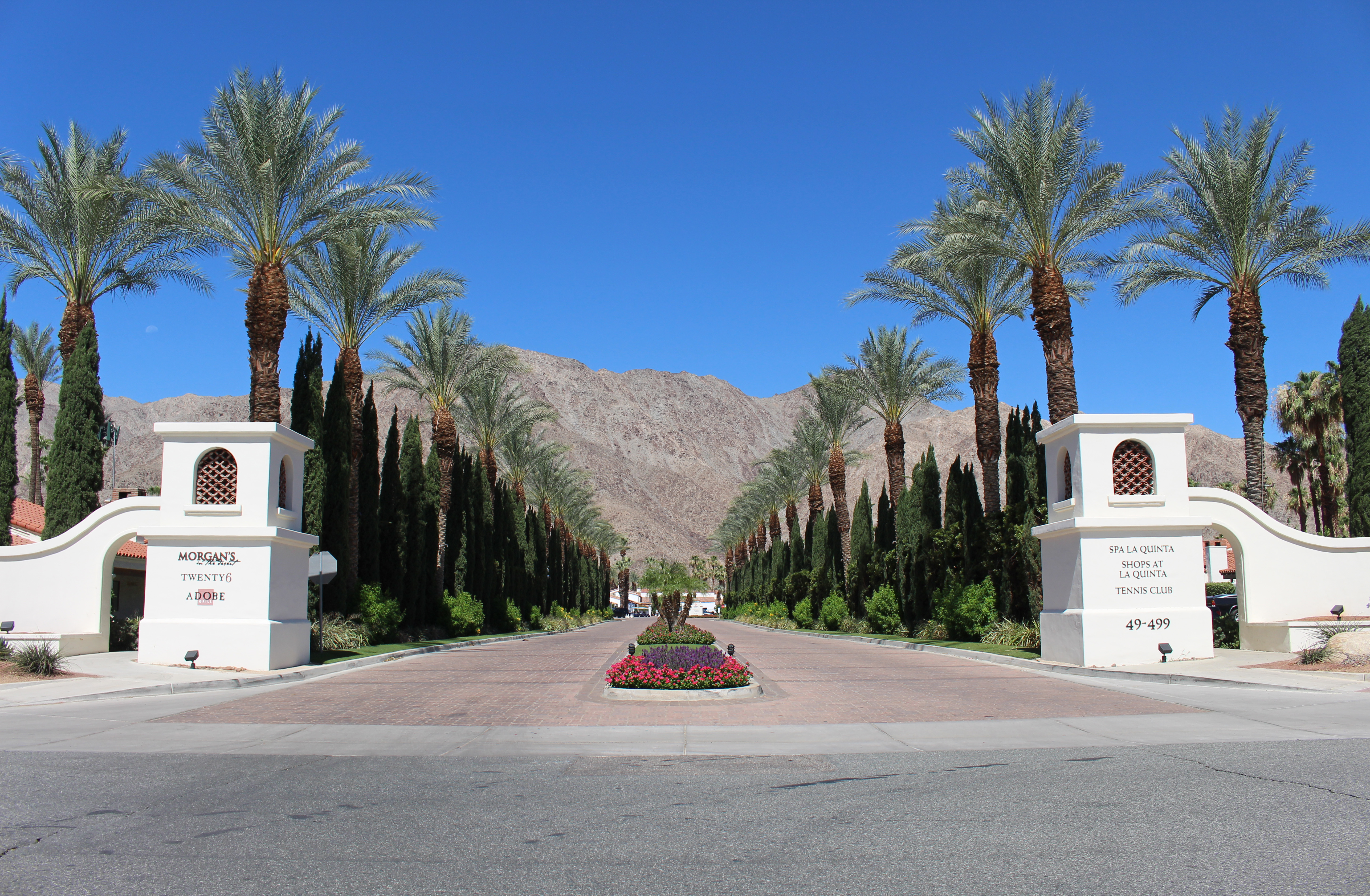
ラキンタリゾートクラブ

## 地理
ラキンタはサンタロサ山脈の山嶺にあり周辺の都市より標高が高い。市街地の標高は約40メートルである。